# Xyris guianensis
Xyris guianensis är en gräsväxtart som beskrevs av Ernst Gottlieb von Steudel. Xyris guianensis ingår i släktet Xyris och familjen Xyridaceae. Inga underarter finns listade i Catalogue of Life.